# Story City
Story City és una població dels Estats Units a l'estat d'Iowa. Segons el cens del 2000 tenia 3.228 habitants.

## Demografia
Segons el cens del 2000, Story City tenia 3.228 habitants, 1.321 habitatges, i 816 famílies. La densitat de població era de 515 habitants/km².
Dels 1.321 habitatges en un 30,7% hi vivien nens de menys de 18 anys, en un 52,9% hi vivien parelles casades, en un 6,5% dones solteres, i en un 38,2% no eren unitats familiars. En el 35% dels habitatges hi vivien persones soles el 19,4% de les quals corresponia a persones de 65 anys o més que vivien soles. El nombre mitjà de persones vivint en cada habitatge era de 2,27 i el nombre mitjà de persones que vivien en cada família era de 2,97.
Per edats la població es repartia de la següent manera: un 23,5% tenia menys de 18 anys, un 6,7% entre 18 i 24, un 25,1% entre 25 i 44, un 20% de 45 a 60 i un 24,8% 65 anys o més.
L'edat mediana era de 42 anys. Per cada 100 dones de 18 o més anys hi havia 76,5 homes.
La renda mediana per habitatge era de 41.275 $ i la renda mediana per família de 51.493 $. Els homes tenien una renda mediana de 33.500 $ mentre que les dones 21.161 $. La renda per capita de la població era de 20.345 $. Entorn del 3,9% de les famílies i el 6,4% de la població estaven per davall del llindar de pobresa.

## Poblacions més properes
El següent diagrama mostra les poblacions més properes.